# José Luis Berasategui Goicoechea
José Luis Berasategui Goicoechea (Bilbao, 25 de enero de 1920-Bilbao, 3 de febrero de 1990) fue un político español, que ejerció de alcalde de Bilbao entre 1975 y 1979.